# Armée révolutionnaire française
Con il termine Armée révolutionnaire française (esercito rivoluzionario francese) ci si riferisce alle forze di terra della Repubblica francese, costituite durante la Rivoluzione dopo la caduta di Luigi XVI e l'inizio della guerra contro le potenze europee dell'Antico regime.
Potenziate e incrementate numericamente soprattutto durante l'anno II (1794) con l'afflusso dei volontari e la "leva in massa", gli eserciti rivoluzionari si fondavano soprattutto sulla accesa motivazione rivoluzionaria e patriottica dei capi e dei soldati, sull'amalgama tra truppe regolari (i "bianchi") e i volontari (gli "azzurri"), sull'elezione dei capi subordinati, sulla promozione per merito e sulla presenza dei rappresentante in missione che cercavano di esaltare il patriottismo e reprimevano duramente tradimenti, debolezze e codardia.
Dal punto di vista tattico le armate rivoluzionarie, poco disciplinate ma aggressive e con grande spirito offensiva, fondarono i loro successi sull'ordine sparso e sulle cariche alla baionetta in colonne serrate e dimostrarono la loro superiorità sugli eserciti delle potenze monarchiche. Dopo una difficile fase iniziale caratterizzata da disorganizzazione e sfiducia nei vecchi generali, le armate rivoluzionarie, guidate da capi giovani e aggressivi, salvarono la Repubblica, respinsero gli attacchi delle potenze continentali e raggiunsero brillanti vittorie espandendo il potere francese nei Paesi Bassi, in Renania e in Italia.

## Storia

### Formazione

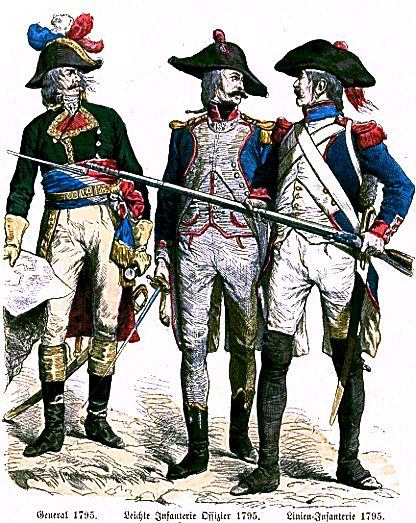
Soldati dell'esercito rivoluzionario francese: da sinistra a destra, un generale, un ufficiale di fanteria leggera e un soldato di una demi-brigade di linea

Quando l'Ancien Régime lasciò spazio alla monarchia costituzionale prima e alla prima repubblica francese poi, l'intera Francia venne riformata per rispondere ai principi rivoluzionari di "Liberté, Égalité, Fraternité". La dichiarazione di Pillnitz siglata tra Leopoldo II d'Asburgo-Lorena e Federico Guglielmo II di Prussia spinse la Francia a dichiarare guerra a questi monarchi, facendo subito emergere la necessità di un forte esercito per vincere la guerra. Fu, infatti, proprio l'esercito uno degli elementi più riformati dalla rivoluzione francese.
La quasi totalità degli ufficiali era reclutata, nell'Ancien Régime, dall'aristocrazia, pertanto, negli ultimi tempi della monarchia, molti di loro avevano abbandonato i propri reggimenti ed erano emigrati all'estero. Tra il 15 settembre e il 1º dicembre 1791, ben 2.160 ufficiali disertarono per unirsi alle forze capitanate da Luigi-Giuseppe di Borbone-Condé. Gran parte di chi rimase venne imprigionato o ucciso durante il regime del Terrore. Chi scampò a questa sorte venne velocemente promosso a gradi superiori, col risultato che gli ufficiali francesi erano di norma molto più giovani dei loro colleghi degli eserciti monarchici; tuttavia, alcuni di loro (come Nicolas Luckner, Jean-Baptiste Donatien de Vimeur de Rochambeau e Gilbert du Motier de La Fayette), proprio a causa di queste promozioni lampo, vennero accusati di avere simpatie tra i monarchici francesi e vennero condannati all'esilio o alla pena capitale.
Il fervore rivoluzionario, accompagnato dalla volontà di salvare la prima repubblica, portò nell'esercito francese un gran numero di indisciplinati e poco addestrati volontari (molti dei quali erano sanculotti).

### Il regolamento tattico del 1791
Ufficialmente le armate rivoluzionarie si basarono sul cosiddetto "regolamento tattico" del 1791 per eseguire le operazioni militari. Il regolamento, preparato nel decennio antecedente la rivoluzione, prevedeva la combinazione delle tattiche lineari con quelle a colonna, a seconda delle necessità e delle circostanze. Normalmente il fuoco doveva nascere da fanti disposti su tre righe, ma per l'avvicinamento finale era consigliata la formazione in colonna. Queste manovre però, per essere eseguite, necessitavano di soldati ben addestrati guidati da capaci ufficiali e sottufficiali, cose che inizialmente erano in difetto nell'esercito rivoluzionario francese e che sul campo ebbero effetti negativi.
Resisi conto dell'impossibilità di continuare a seguire i dettami del regolamento, i comandanti francesi iniziarono ad accostarsi a formazioni più semplici, come peraltro chiedevano da decenni alcuni teorici. Dopo la sconfitta subita nella guerra dei sette anni, Guibert scrisse un "saggio generale sulla tattica" (Essai général de Tactique), Bourcet focalizzò la sua attenzione sulla formazione degli uomini e sulla guerra in montagna, e Mesnil-Durand propose l'ordre profond, manovra tattica consistente nel combattere in formazioni a colonna e con l'uso privilegiato della baionetta al posto della polvere da sparo. Divenne costante il ricorso alla "tattica dell'orda": i tiratori scelti e i veterani, a piedi o a cavallo, venivano mandati in testa all'esercito per schermarne la forza al nemico e per disturbare e demoralizzare quest'ultimo con scaramucce (tecnica sperimentata dal generale La Fayette nella guerra d'indipendenza americana). Terminata l'azione dei tiratori scelti, sarebbe giunta l'ora dei battaglioni "regolari", che avevano il compito di costituire la forza d'urto che avrebbe messo in fuga l'esercito avversario con un attacco alla baionetta.
Questa combinazione di fucilieri in ordine sparso e cariche di battaglioni incolonnati era ottima per le prime armate rivoluzionarie. Non era richiesto infatti un particolare addestramento e si sfruttava il più possibile l'ardore rivoluzionario dei soldati.
Comunque sarebbe riduttivo considerare impreparate e armate solo di spirito rivoluzionario le armate francesi degli anni '90 del XVIII secolo. Gli sforzi per migliorare l'addestramento furono numerosissimi, mentre l'emigrazione degli ufficiali nobili aprì la carriera militare in base al merito, favorendo soprattutto gli ex sottufficiali e gli ufficiali subalterni provenienti dalle file della piccola o piccolissima nobiltà provinciale (come Napoleone, per fare un esempio tra molti), che difficilmente avrebbero potuto avere carriere veloci e sicure nel vecchio regime, ma che erano anche decisamente competenti ed appassionati nell'addestramento e nella comprensione delle esigenze dei soldati. Anzi gli ufficiali furono molto più professionali dei gentiluomini con l'hobby della guerra e del valore tipici della generazione precedente. Infine il vecchio esercito monarchico, uno dei più grandi d'Europa, non collassò, persi molti ufficiali (specie superiori) e molti reggimenti stranieri, rimase al suo posto, permettendo un continuo scambio di idee e pratiche tra il vecchio esercito e quello nuovo (un amalgama ante litteram). Anche la milizia e la guardia nazionale furono riorganizzate, in maniera molto differente a seconda delle zone, ma sovente utilizzando veterani delle guerre precedenti e borghesi appassionati (magari in maniera fumosa ed astratta) dei dibattiti sulla tattica del secolo precedente, favorendo l'innovazione e la circolazione di nuove pratiche d'addestramento focalizzate sul soldato come individuo, cittadino, e non più come numero.

### La prova del fuoco

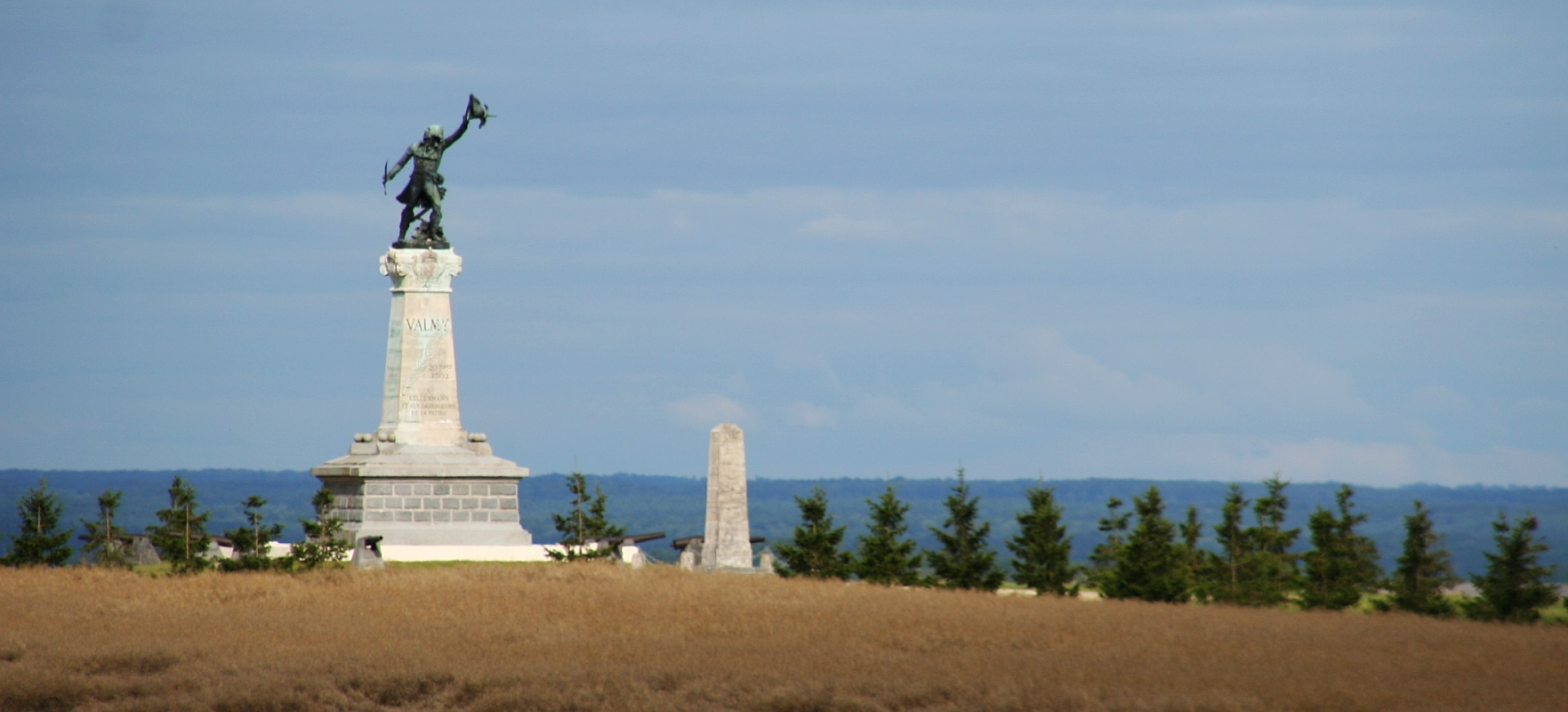
Monumento dedicato al generale Kellermann e alla vittoria di Valmy

La Francia attaccò le monarchie europee per prima. Il ministro Charles François Dumouriez propose un'invasione dei Paesi Bassi austriaci ma l'impresa si risolse in una sconfitta per via dell'indisciplina dell'esercito rivoluzionario: in un'occasione i soldati si ammutinarono e uccisero il loro generale, in un'altra misero ai voti gli ordini dei comandanti.
Nell'agosto 1792 un esercito austro-prussiano, guidato da Carlo Guglielmo Ferdinando di Brunswick-Wolfenbüttel, attraversò la frontiera francese marciando su Parigi con l'intento di rimettere al potere Luigi XVI. I soldati austriaci, del Brunswick, dell'Assia e della Prussia sconfissero alcune armate francesi inviate a contrastarli, provocando disordini interni che sfociarono nell'assalto alle Tuileries e nella conseguente caduta della monarchia. Ulteriori tentativi di fermare Carlo Guglielmo Ferdinando non portarono risultati soddisfacenti, e ormai, verso la metà di settembre, Parigi sembrava persa. La Convenzione nazionale ordinò la fusione delle restanti armate rivoluzionarie sotto la guida di Dumouriez e Kellermann che, il 20 settembre 1792, ottennero una vittoria nella battaglia di Valmy costringendo il loro nemico alla ritirata. Gran parte del merito della vittoria andò all'artiglieria francese, tra le migliori d'Europa grazie alle innovazioni introdotte da de Gribeauval.
La battaglia di Valmy assicurò rispetto all'esercito rivoluzionario francese, che nei successivi dieci anni, sotto il comando di uomini come Moreau, Jourdan, Kléber, Desaix e Bonaparte, intraprese guerre di conquista.

### Carnot e la leva di massa

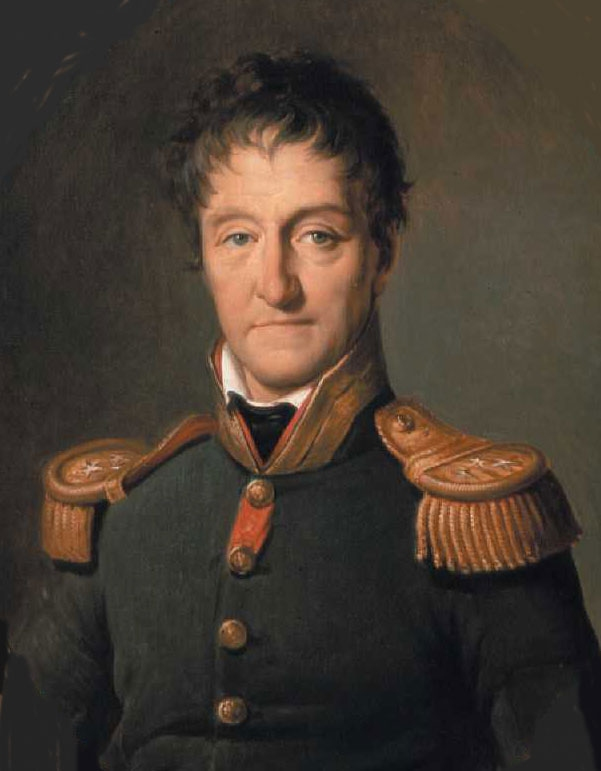
Lazare Carnot

Mentre la vittoria di Valmy salvò la prima repubblica forzando i nemici dei francesi ad una pausa, Luigi XVI venne ghigliottinato nel gennaio 1793 e la Convenzione dichiarò di voler "esportare la rivoluzione" oltre i confini francesi, ma Austria, Prussia, Regno di Sardegna, Regno di Napoli, Spagna e Gran Bretagna si unirono nella prima coalizione, inoltre divampò una rivolta in Vandea. Attaccate da vari fronti, le armate rivoluzionarie sembravano al collasso.
Nello stesso periodo Lazare Carnot, deputato della Convenzione, nonché fisico e matematico, venne promosso al Comitato di salute pubblica. Dimostrando grande talento nel rafforzare organizzazione e disciplina, Carnot rivoluzionò l'esercito rivoluzionario francese ben conscio della sua inferiorità numerica: il 24 febbraio 1793 infatti decretò che ogni dipartimento avrebbe dovuto fornire soldati alla causa rivoluzionaria, e per la metà del 1793 l'esercito era costituito da circa 645.000 effettivi. Il 23 agosto 1793, dietro le insistenze di Carnot, la Convenzione diramò il seguente proclama ordinando la leva di massa:
Carnot venne soprannominato "l'organizzatore della vittoria". Nel settembre 1794, l'esercito rivoluzionario era cresciuto fino a 1.500.000 unità. La leva di massa dette buoni risultati e non fu necessario ripeterla fino al 1797. L'acquisizione di esperienze permise di valutare con attenzione le tattiche in voga e si osservò che non sempre il fuoco dei tiratori scelti e dei cannoni era sufficiente a fiaccare il nemico, che resisteva alle cariche della fanteria. Come soluzione si approdò quindi all'ordine misto (ordre mixte), una combinazione tattica di truppe in colonna con altre disposte in linea.
Nel 1805, l'Armée révolutionnaire française venne riorganizzata nella Grande Armata.

## Composizione

### Fanteria

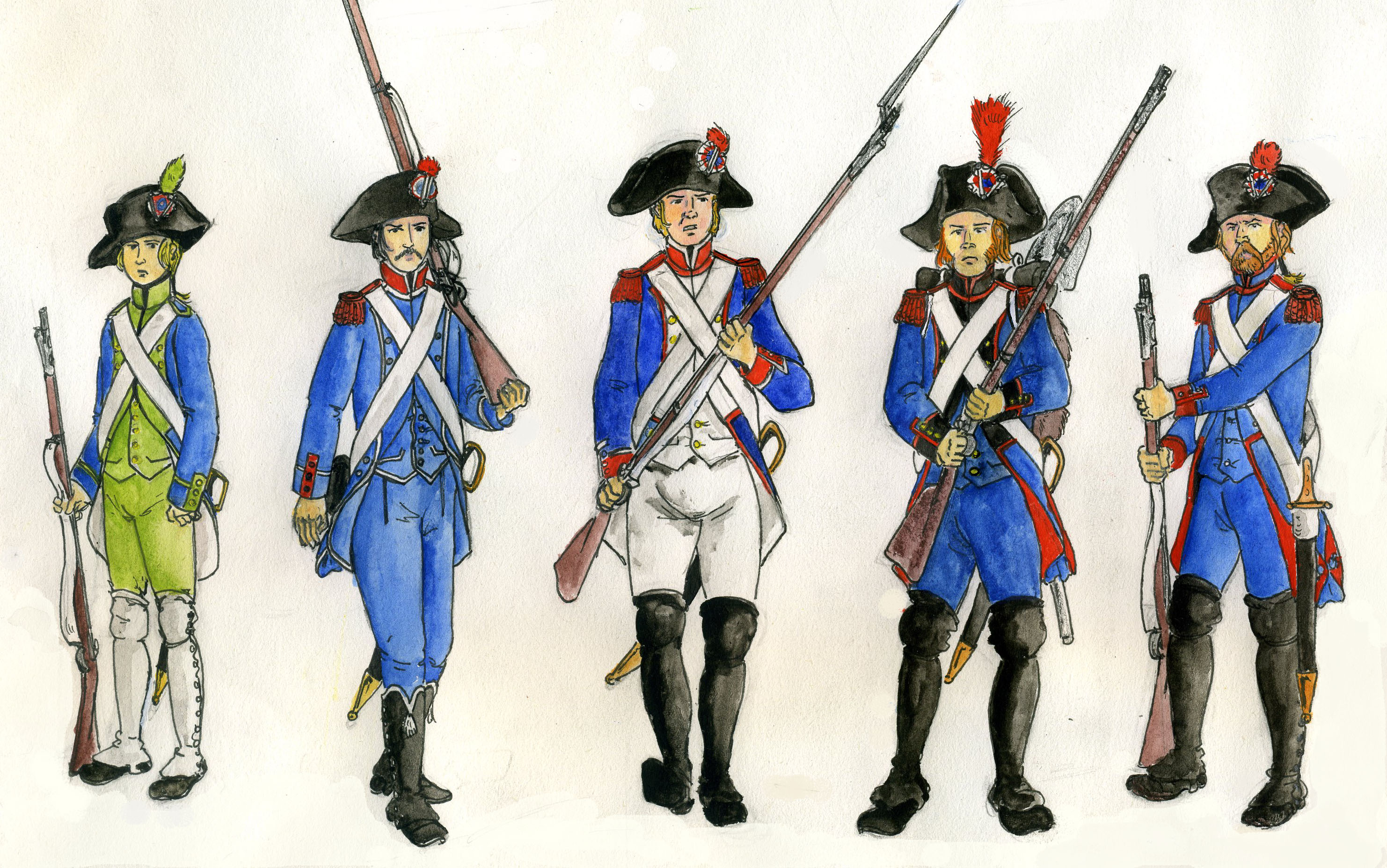
Da sinistra a destra: guardacoste, carabiniere, fante di linea, zappatore e artigliere

Dissoltosi l'Ancien Régime, il sistema di denominazione dei reggimenti venne abbandonato per lasciare il posto alle demi-brigade composte da due o tre battaglioni, così chiamate per lasciare al passato il termine régiment appartenente al vecchio regime. Nella metà del 1793, l'esercito rivoluzionario francese comprendeva 196 demi-brigade di fanteria. Inizialmente ogni battaglione di linea era basato su tre compagnie di 330 uomini ciascuna, ma in seguito il numero delle compagnie aumentò a nove, con 150-200 soldati ognuna, e poi a sei. Una demi-brigade di linea aveva un massimo di 2.500 soldati.
In seguito alla pessima prova data sul campo dai battaglioni di volontari, Carnot ordinò che in ogni demi-brigade vi fosse un battaglione di soldati regolari oltre a due di volontari. Queste nuove formazioni, che volevano combinare la disciplina e l'addestramento del vecchio esercito monarchico con l'entusiasmo dei volontari, vennero testate con successo a Valmy nel settembre 1792.

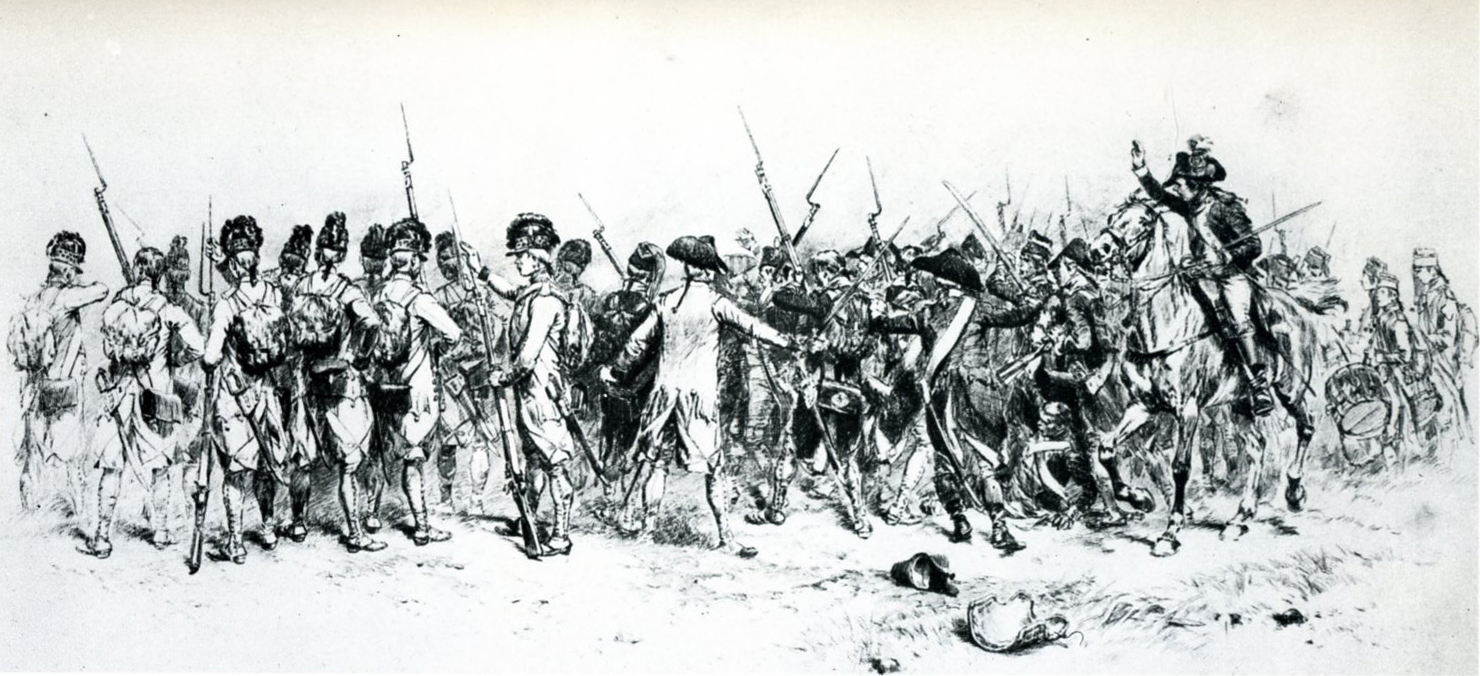
L'amalgama: truppe di linea con l'uniforme bianca e gli "azzurri", i volontari della rivoluzione con la divisa bleus.

L'esercito rivoluzionario venne formato da una moltitudine di unità diverse, pertanto non vi era uniformità nelle divise. Veterani con uniformi bianche ed elmetti "tarleton" servivano accanto a uomini della guardia nazionale vestiti con giacche blu con contorni rossi e tunica bianca, a loro volta affiancati da volontari in abiti civili contraddistinti dal solo berretto frigio e dalla coccarda coi colori della bandiera francese, quest'ultima unico elemento presente in tutti i soldati. Scarsi rifornimenti fecero sì che se un'uniforme si rompeva, il soldato doveva sostituirla con abiti propri da civile. Col passare del tempo ogni demi-brigade adottò colori propri e così, nella campagna d'Egitto, l'esercito francese era un caleidoscopio di viola, rosa, verde, rosso, arancione e blu.
Accanto ai problemi legati alle uniformi, più grave era la mancanza di armi e munizioni. Ogni tipo di armamento catturato al nemico veniva immediatamente integrato nelle riserve, come accadde alla battaglia di Montenotte del 1796, quando 1.000 francesi senza armi ricevettero altrettanti fucili presi agli austriaci.
Esistevano anche demi-brigade di fanteria leggera con gli stessi problemi di uniformità dei reparti di linea. I loro battaglioni avevano sei compagnie, quattro di cacciatori, una di carabinieri e una di volteggiatori, quest'ultima utilizzata di solito per il primo attacco. Una demi-brigade di fanteria leggera aveva un massimo di 1.000 soldati.

### Artiglieria
A supporto della fanteria leggera vi era l'artiglieria, la meno menomata dalla fuga di ufficiali perché molti di loro provenivano dalle classi medie. In questa specialità servì anche Napoleone Bonaparte.
Le varie migliorie apportate dal generale Jean-Baptiste Vaquette de Gribeauval negli anni precedenti la rivoluzione, unite a quelle introdotte dal barone du Teil, fecero dell'artiglieria francese la migliore tra tutte quelle presenti in Europa a quel tempo, come dimostrato a Valmy e a Lodi, nonché nelle future guerre napoleoniche. La carenza di animali da traino obbligò i comandanti francesi, fino ai primi anni del 1800, a servirsi di guidatori civili, non del tutto affidabili.
Le bocche da fuoco erano raggruppate in batterie di otto pezzi. Nel periodo rivoluzionario, alle già esistenti artiglierie campali e ippotrainate, si affiancò l'artiglieria celere.

### Cavalleria
La cavalleria risentì fortemente, in negativo, degli effetti della rivoluzione francese. La maggior parte degli ufficiali era di estrazione aristocratica, pertanto questi abbandonarono la Francia. Addirittura due interi reggimenti, lo Hussards du Saxe e il 15éme Cavalerie (Royal Allemande), disertarono per unirsi all'esercito austriaco.
Facendo da contraltare all'artiglieria, la cavalleria francese era tra le peggiori d'Europa, povera di ufficiali capaci, cavalli ed equipaggiamenti di ogni tipo. Nella metà del 1793 vi erano sulla carta 26 reggimenti di cavalleria pesante (per azioni d'urto), 2 di carabinieri, 20 di dragoni (utili per appoggiare da vicino la fanteria), 18 di cacciatori a cavallo (Chasseurs à cheval) e 10 di ussari. Nella realtà questi reggimenti avevano la metà della loro forza nominale. In ogni caso, diversamente dalla fanteria dove i vecchi reggimenti monarchici vennero rinforzati con volontari per formare nuove demi-brigade, la cavalleria mantenne intatta la configurazione in reggimenti per tutto il periodo rivoluzionario e napoleonico. Ad esempio, il Regiment de Chasseurs d'Alsace (sorto nel 1651), venne rinominato 1er Régiment de Chasseurs nel 1791, nome che rimase immutato fino allo scioglimento del reparto, avvenuto dopo la sconfitta di Waterloo. Un reggimento era in teoria composto da quattro squadroni ognuno dei quali si articolava in due compagnie di 116 cavalieri, pertanto un reggimento era forte di circa 900 cavalieri. Tuttavia, durante la prima repubblica francese, la forza reale era di 200-300 uomini.

### Genio, servizi sanitari e logistici
Il genio militare era molto sviluppato già all'epoca della monarchia, con gli uomini capaci di costruire ponti e strade. L'espansione dell'esercito, tuttavia, generò una scarsità di genieri nelle varie armate: Bonaparte e la sua armata d'Italia, ad esempio, nel 1796 avevano solo 2.000 genieri a fronte dei teorici 3.300. Materiale per costruire ponti, comprese le barche, erano insufficienti, e in generale i genieri dovevano improvvisare per svolgere alcuni lavori.
Servizi logistici e medici erano praticamente inesistenti, fatto che causò non poche diserzioni ma che abituò i soldati francesi a vivere sfruttando le risorse del territorio in cui si trovavano, garantendo all'esercito una velocità che non sarebbe stata possibile con i carriaggi al seguito.

## Armate attive

### 1792
- Armée du Nord
- Armée du Rhin
- Armée du Midi
  - Armée des Alpes
  - Armée des Pyrénées

- Armée des côtes
- Armée du Centre
- Armée de Réserve
- Armée du Var

### 1793
- Armée du Nord
- Armée des Ardennes
- Armée de Moselle
- Armée du Rhin
- Armée des Alpes
- Armée d'Italie

- Armée des côtes de Brest
- Armée des côtes de Cherbourg
- Armée des côtes de La Rochelle
- Armée des Pyrénées occidentales
- Armée des Pyrénées orientales

### Armate formate per compiti specifici
- Armée de Sambre-et-Meuse
- Armée de Rhin-et-Moselle
- Armée de Rome
- Armée de Naples
- Armée d'Angleterre
  - Armée de Syrie
  - Armée d'Égypte
- Armée de Réserve

- Armée d'Allemagne
- Armée du Danube
- Armée de Hollande
- Armée des Grisons
- Armée des côtes de l'Océan